# Simone Kleinsma
Simone Kleinsma (Amsterdam, 8 mei 1958) is een Nederlandse zangeres, (musical)actrice en presentatrice.

## Privé
Simone Kleinsma is geboren en getogen in Amsterdam. Haar vader had een autogarage met benzinepomp op het Frederiksplein. Haar moeder was eerst huisvrouw, maar ging later bij kledingwinkel C&A werken. Kleinsma heeft een 8 jaar oudere broer die Sandor heet.
“Mijn ouders zaten bij een toneelvereniging. Eigenlijk heb ik hun droom waargemaakt. Mijn vader kon fantastisch zingen, mijn moeder deed de lichte partijen in de operette…”, vertelde Kleinsma tegen Het Parool.

Simone ging naar basisschool De Corantijn in stadsdeel De Baarsjes, Amsterdam-West. 
Na de middelbare school ging ze naar de Kleinkunstacademie in de Jordaan, Amsterdam, en ging op kamers wonen.
Kleinsma was van 1990 tot aan zijn overlijden in 2017 getrouwd met regisseur Guus Verstraete jr. In 1998 beviel Kleinsma na zeven maanden zwangerschap van haar stilgeboren dochter Teuntje. Ze schreef er het lied Mijn meisje over.
Kleinsma heeft een goede band met haar stiefdochters (Guus Verstraete had drie dochters uit zijn eerste huwelijk) en heeft een hechte band met de zes kleinkinderen.
In het seizoen 2021 en 2022 speelde Kleinsma de voorstelling Verder, over hoe het is om verder te gaan na het overlijden van een dierbare.  Het geplande vervolg (Vrolijk Verder) kwam er uiteindelijk niet. Waarschijnlijk omdat het onder andere samenviel met de verlenging van De Hospita.
Er was veel aandacht voor de 65ste verjaardag van Kleinsma, vooral ook omdat ze toen een eigen musical kreeg van Joop van den Ende. In tijdschrift Margriet vertelde ze dat ze zich nog niet zo oud voelt en voorlopig nog wil blijven doorwerken. En dat het werk en de leeftijd wel met wat gebreken komen: “Een paar jaar terug ben ik door mijn voet gezakt en daaraan geopereerd, maar het is nooit meer helemaal goed gekomen. Daarnaast heb ik een versleten knie en ook al acht jaar (sinds 2015) een nieuwe heup, wat dat betreft heb ik gewoon een beetje pech gehad met de verkeerde genen. Je ontkomt er niet aan dat je dingen gaat mankeren. En dan heb ik nog getraind totdat ik een ons woog, soms denk ik: potverdorie, heb ik het daar allemaal voor gedaan?” Kleinsma geeft aan dat ze zich nu wat meer richt op soloprogramma’s, omdat dat minder intensief is dan musicals.
In september 2018 werd Kleinsma benoemd tot officier in de Orde van Oranje-Nassau.  In april 2019 ontving Kleinsma vanwege haar betekenis voor de Nederlandse kleinkunst een hommage in het DeLaMar-theater van het Amsterdams Kleinkunst Festival.

## Carrière
Kleinsma ging naar de Academie voor Kleinkunst. Ze zat in de klas bij Inge Ipenburg.
In 1977, in het derde jaar, werd ze aangenomen voor een rol in het programma Niemand weet, niemand weet dat ik Repelsteeltje heet, een show rondom de toen al lang bekende Gerard Cox. Ze speelde samen met onder andere Leoni Jansen. Het stuk werd geproduceerd door Joop van den Ende, met wie ze haar hele verdere loopbaan bleef samenwerken.
Het Parool schreef: ”Simone Kleinsma blijkt een jofele meid die vocaal ook heel aardig mee kan, …”. En De Volkskrant: “…een ontdekking dit meisje, dat goed zingt en veel kan.”
Voor zowel Kleinsma als Jansen werd hun optreden in de show beoordeeld en telde het mee voor het eindexamen van de Academie voor kleinkunst. Kleinsma kreeg dat jaar de Pisuisseprijs; een oorkonde en een geldbedrag van 1.500 gulden. Een prijs voor een jonge, talentvolle artiest in de kleinkunst.

### Theater
Na twee seizoenen in de show met Gerard Cox, ging ze in het najaar van 1979 in haar eerste musical spelen: Maskerade van Jos Brink en Frank Sanders. Er zouden nog vele musicals volgen, zoals Sweeny Todd (2x), Chicago, Mamma Mia!, Annie M.G. en, in 2023 en 2024, in haar 'eigen' musical De Hospita.
Het jaar 2023 was een jubileumjaar voor Kleinsma. Ze werd 65 jaar en zat 46 jaar in het vak. Ter gelegenheid daarvan kreeg ze een eigen musical, De Hospita genaamd. De musical was een groot succes en was tot eind 2024 in de theaters te zien.
In februari 2024 werd bekend dat ze samen met  Paul Groot, met wie ze ook in De Hospita speelde, een muzikale theatervoorstelling gaat maken met de titel Vooruit.

### Televisie

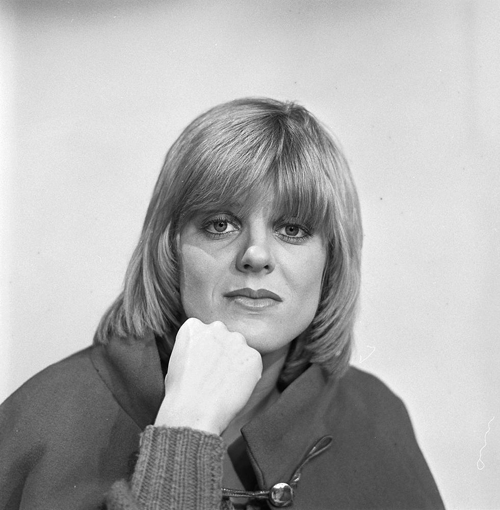
Simone Kleinsma (1979)

Op televisie is Simone Kleinsma regelmatig te zien in gastrollen of als gast in een programma. Ze had succes met de serie Kees & Co, die werd uitgezonden door RTL4. Ze speelde daarin de hoofdrol met de naam Kees Heistee. In 2019 werd er een reboot van de serie uitgezonden, ook weer met Kleinsma in de hoofdrol.
Midden jaren '90 presenteerde ze één seizoen Koken met Cas.
Voor omroep Max presenteert ze sinds 2021 Klassiekers met Kleinsma. Een liedjesprogramma waarin ze met vakgenoten over hun favoriete Nederlandse muziek praat en zingt.

## Prijzen en nominaties
- Pisuisse-prijs voor meest veelbelovende eindexamenleerling Kleinkunst Academie (1978).
- Academy Award/ Gouden Beelden voor Beste Comedy actrice als Kees Heistee in Kees & Co (1999).
- Gouden Harp (2000)
- Nominatie John Kraaijkamp Musical Award voor Beste Vrouwelijke Hoofdrol als Roxie Hart in de musical Chicago (2000).
- Nominatie John Kraaijkamp Musical Award voor Beste Vrouwelijke Hoofdrolspeler voor haar rol in Fosse (2003).
- John Kraaijkamp Musical Award voor haar rol als Donna Stuiveling in de musical Mamma Mia! (2004).
- John Kraaijkamp Musical Award voor haar vertolking van Norma Desmond in de musical Sunset Boulevard (2009).
- Vlaamse Musicalprijs voor haar vertolking van Norma Desmond in de musical Sunset Boulevard (2009).
- John Kraaijkamp Musical Award: Speciale Theater Award voor haar theatershow Simone: Songs from the Heart (2010).
- Nominatie John Kraaijkamp Musical Award voor Beste Vrouwelijke Hoofdrolspeler voor haar rol als Moeder Overste in de Musical Sister Act (2013).
- John Kraaijkamp Musical Award voor Beste Vrouwelijke Hoofdrolspeler voor haar rol in Moeder ik wil bij de Revue (2015).
- Johan Kaartprijs voor haar rol in Moeder ik wil bij de Revue (2015).
- Musical Oeuvre Award voor haar rijke carrière in tientallen musicals (2017).
- Musical Award voor Beste Vrouwelijke Hoofdrolspeler voor haar rol in Was getekend, Annie M.G. Schmidt (2018). Haar zesde musical award. [23]
- Musical Award voor beste musical performer aller tijden (2021), door het Nederlandse publiek gekozen als beste musicalperformer allertijden.
- Nominatie Musical Award Beste Vrouwelijke Hoofdrol in een kleine musical voor haar rol als mrs. Lovett in Sweeney Todd (2023).
- Nominatie Musical Award Beste Vrouwelijke Hoofdrol in een kleine musical voor haar rol als Madeleine Coutard in De Hospita (2024).

Simone Kleinsma heeft nu in totaal zeven Musical Awards, meer dan wie ook.

## Theater
| Jaar                | Titel                                                         | Rol                                                                                             | Producent               |
| ------------------- | ------------------------------------------------------------- | ----------------------------------------------------------------------------------------------- | ----------------------- |
| 1977 - 1978         | Niemand weet, niemand weet, dat ik Repelsteeltje heet         | Soliste naast Gerard Cox                                                                        | Stage Entertainment     |
| 1978 - 1979         | De Steilewandrace                                             | Soliste naast Gerard Cox                                                                        | ?                       |
| 1979 - 1980         | Maskerade                                                     | onder anderen Truitje                                                                           | Tekstpierement          |
| 1981 - 1992         | Amerika Amerika                                               | Fanny Jansen                                                                                    | Tekstpierement          |
| 1983 - 1984         | Evenaar                                                       | Claartje van Dijk                                                                               | Tekstpierement          |
| 1986 - 1987         | Publiek                                                       | Tet                                                                                             | Mithras Producties      |
| 1987 - 1989         | André van Duin Revue; 100 jaar Carré                          | Diverse rollen naast André van Duin, Frans van Dusschoten & Hans Otjes                          | André van Duin          |
| 1989 - 1991         | Sweet Charity                                                 | Charity Hope Valentine                                                                          | Stage Entertainment     |
| 1991                | Les Misérables                                                | Madame Thénardier                                                                               | Stage Entertainment     |
| 1991 - 1992         | Funny Girl                                                    | Fanny Brice                                                                                     | Stage Entertainment     |
| 1992 - 1993         | Simone & Friends                                              | Diverse rollen. M.m.v. Stanley Burleson, Perry Dossett, Yolanda Germain & Xandra van Saarloos   | Stage Entertainment     |
| 1993 - 1994         | Sweeny Todd                                                   | Nellie Lovett                                                                                   | Stage Entertainment     |
| 1996 - 1997         | Hoera, we zijn normaal                                        | Soliste naast Anne-Mieke Ruyten, Serge-Henri Valcke, Marjol Flore, Marc Krone & Bas Groenenberg | Stage Entertainment     |
| 1997                | Joe                                                           | Katie Johnson                                                                                   | Stage Entertainment     |
| 1999 - 2001         | Chicago                                                       | Roxie Hart                                                                                      | Stage Entertainment     |
| 2002 - 2003         | Fosse - Song & Dance Spectacular                              | Soliste naast Pia Douwes & Stanley Burleson                                                     | Stage Entertainment     |
| 2003 - 2005         | Mamma Mia!                                                    | Donna Stuiveling                                                                                | Stage Entertainment     |
| 2004                | Simone sings Doris Day - In concert (tevens televisiespecial) | Soliste. M.m.v. Carlo Boszhard, Stanley Burleson, Tony Neef en Cor Bakker                       | Stage Entertainment     |
| 2006                | One flew over the Cuckoo's nest                               | Hoofdzuster Mildred Ratched                                                                     | Stage Entertainment     |
| 2007                | Aan het Einde van de Regenboog                                | Judy Garland                                                                                    | Stage Entertainment     |
| 2008 - 2009         | Sunset Boulevard                                              | Norma Desmond                                                                                   | Stage Entertainment     |
| 2008 en 2009 - 2010 | Simone Kleinsma: Songs from the Heart                         | Soliste. M.m.v. Joost de Jong & Daan Wijnands                                                   | Stage Entertainment     |
| 2010                | Sondheim in Songs                                             | Soliste naast Stanley Burleson, Céline Purcell & Freek Bartels                                  | Stage Entertainment     |
| 2010 - 2011         | Simone Kleinsma: Songbook                                     | Soliste. M.m.v. Rolf Koster & Gino Emnes                                                        | Stage Entertainment     |
| 2012                | Next to Normal                                                | Diana                                                                                           | Stage Entertainment     |
| 2013 - 2014         | Sister Act                                                    | Moeder Overste                                                                                  | Stage Entertainment     |
| 2014 - 2015         | Moeder, ik wil bij de Revue                                   | Riet Hogendoorn                                                                                 | Stage Entertainment     |
| 2016                | Simone!                                                       | Soliste                                                                                         | Stage Entertainment     |
| 2017 - 2019         | Was getekend, Annie M.G. Schmidt                              | Annie M.G. Schmidt                                                                              | Stage Entertainment     |
| 2020                | Hello, Dolly!                                                 | Dolly Levi                                                                                      | MediaLane               |
| 2020                | Paul & Simone: Zonder jou                                     | Soliste met Paul de Leeuw                                                                       | MediaLane               |
| 2021 - 2022         | Simone Kleinsma: Verder!                                      | Soliste                                                                                         | MediaLane               |
| 2023                | Sweeney Todd                                                  | Mrs. Lovett                                                                                     | MediaLane i.sm. DeLaMar |
| 2023 - 2024         | De Hospita                                                    | Madeleine Coutard                                                                               | MediaLane               |

## Concerten
| Jaar       | Titel                              | Rol                                                                                        | Concertzaal              | Producent           |
| ---------- | ---------------------------------- | ------------------------------------------------------------------------------------------ | ------------------------ | ------------------- |
| 2001, 2002 | Musicals in Concert                | Soliste naast Henk Poort, Danny de Munk/ Rolf Koster, Esther Pierweijer / Claudia de Graaf | Koninklijk Theater Carré | Stage Entertainment |
| 2002, 2004 | Musicals in Ahoy'                  | Soliste                                                                                    | Ahoy                     | Stage Entertainment |
| 2014       | Holland zingt Hazes                | Soliste                                                                                    | Ziggo Dome               | Stage Entertainment |
| 2014, 2015 | Musicals in Concert                | Soliste                                                                                    | Ziggo Dome               | Stage Entertainment |
| 2017       | Musicals in Concert - Live on Tour | Soliste                                                                                    | Diverse theaters         | Stage Entertainment |
| 2019       | The Passion in Concert             | Maria                                                                                      | Ahoy                     | Mediawater          |

## Filmografie

### Televisie
| Jaar      | Productie                                    | Zender/omroep     | Opmerking(en) |
| --------- | -------------------------------------------- | ----------------- | --- |
| 1979      | Voorbij, voorbij (Televisiefilm)             |                   | rol: vakantiegids |
| 1979      | Spreuken (liedjes)                           |                   | zangeres naast Joost Prinsen |
| 1979-1982 | De Taalstraat: Ik heb u lief mijn Nederlands | Teleac            | zangeres naast onder anderen Gerard Cox, Carry Tefsen en Piet Hendriks                                                                     |
| 1984      | Zeg 'ns AAA                                  | VARA              | gastrol: Angelique |
| 1984      | Zoals u wenst, mevrouw                       | VARA              | gastrol. Muzikale comedy met o.a André Hazes, Carry Tefsen, Yvonne Valkenburg en Joost Prinsen                                             |
| 1984      | Als ik later groot ben..!                    | KRO               | Kindermusical in het kader van Kinderboekenweek 1984. Rol: de juf (naast Marnix Kappers)                                                   |
| 1985      | Een avond met André                          | VARA              | gast. Muzikale show rondom André Hazes |
| 1986-1987 | Wedden dat..?                                | AVRO              | danseres/zangeres naast Fred Butter, Hans van der Woude & Lucie de Lange. Televisieshow met Jos Brink & Sandra Reemer.                     |
| 1987      | De Ep Oorklep Show                           | TROS              | diverse rollen naast onder anderen André van Duin, Frans van Dusschoten en Lucie de Lange                                                  |
| 1987      | Kinderen voor Kinderen 8                     | VARA              | actrice/zangeres/presentatrice samen met Ron Brandsteder                                                                                   |
| 1989      | Simone & Friends (televisieshow)             | TROS              | soliste met medewerking van Ron Brandsteder, Willem Nijholt, Robert Long, Hans Otjes, Marc Klein Essink, Annemieke Verdoorn en Ad Fernhout |
| 1990      | Simone's Kerstshow                           | RTL 4             | diverse rollen naast onder anderen André van Duin en Fred Butter                                                                           |
| 1992      | Gouden Televizier Ring Gala 1992             | AVRO              | gastoptreden samen met Paul de Leeuw (als meneer en mevrouw Thérnadier)                                                                    |
| 1994      | M'n dochter en ik                            | RTL 4             | gastrol: werkster |
| 1994      | Vrienden voor het leven                      | RTL 4             | Gastrol: juffrouw zwangerschapstherapie |
| 1995      | Wat schuift 't?                              | RTL 4             | gastrol: Chantal (Afl. Ingepakt en wegwezen)                                                                                               |
| 1995      | 30 minuten                                   | VPRO              | gastrol (Afl. 10: Rondom ons). Programma van en met Arjan Ederveen                                                                         |
| 1996-1997 | Parodie Parade                               | RTL 4             | Soliste naast Anne-Mieke Ruyten en Robert Paul. Televisieshow met Ron Brandsteder                                                          |
| 1996-1997 | Koken met Cas                                | SBS6              | presentatrice (Kookprogramma met topkok Cas Spijkers)                                                                                      |
| 2002      | Baantjer                                     | RTL 4             | gastrol: Annemarie Spijkers/Sandra Kottman (Afl. De Cock en het lijk in de kast)                                                           |
| 1997-2006 | Kees & Co                                    | RTL 4             | hoofdrol: Kees Heistee; in één aflevering speelt ze ook als zichzelf                                                                       |
| 2001      | Villa Felderhof                              | NCRV              | centrale gast, samen met André Hazes. Televisieprogramma van en met Rik Felderhof.                                                         |
| 2006      | Junior Eurovisiesongfestival                 | AVRO              | jurylid |
| 2008      | In de hoofdrol                               | AVRO              | Centrale gast. Presentatie: Frits Sissing                                                                                                  |
| 2009      | Dik Voormekaar Show                          | TROS              | gastrol. Televisieprogramma van en met André van Duin en Ferry de Groot                                                                    |
| 2009      | Ik hou van Holland                           | RTL 4             | gast |
| 2013      | De beste zangers van Nederland               | TROS              | kandidaat |
| 2013      | Ik hou van Holland                           | RTL 4             | gast |
| 2013      | Verliefd op Ibiza                            | SBS6              | Irma : gastrol voor enkele afleveringen |
| 2013      | Beter dan het origineel                      | SBS6              | Kandidaat |
| 2013      | De Kwis                                      | VARA              | Kandidaat |
| 2013      | De Man met de Hamer                          | RTL 4             | Hetty (Afl 5) |
| 2014      | 50 jaar Van Duin - 50 jaar TROS              | TROS              | gast |
| 2014      | Van der Vorst ziet sterren                   | RTL 4             | |
| 2014      | The Passion                                  | EO, RKK           | Maria |
| 2015      | Sinterklaasjournaal                          | NTR               | Mevrouw Boskoop |
| 2015      | Chantal blijft slapen                        | RTL 4             | |
| 2018      | Volle Zalen                                  | AVROTROS          | |
| 2018      | College Tour                                 | NTR               | |
| 2019-2020 | Kees & Co                                    | Videoland / RTL 4 | Kees Heistee |
| 2020      | Klein maar Fijn                              | SBS6              | Voice-over |
| 2020      | Scrooge Live                                 | NPO 1             | Geest van de Huidige Kerst |
| 2021/2022 | Maestro                                      | AVROTROS          | Verliezend Finalist |
| 2021-2024 | Klassiekers met Kleinsma                     | Omroep MAX        | Presentatrice |
| 2023      | The Masked Singer                            | RTL 4             | De uil (winnaar) |
| 2025      | Stars on Stage                               | RTL 4             | Gastrecensent |

### Film

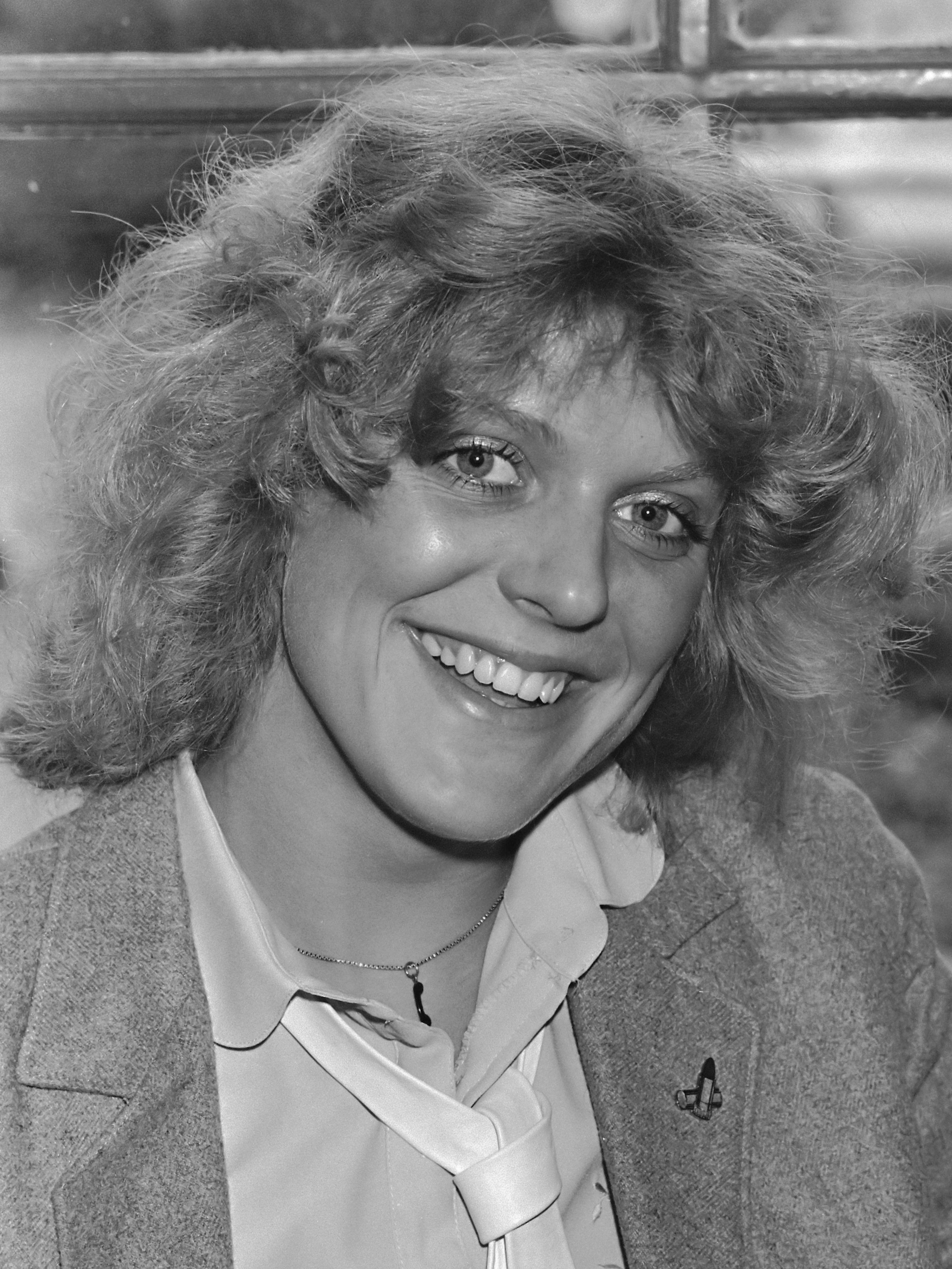
Simone Kleinsma (1982)

| Jaar | Film                   | Rol       |
| ---- | ---------------------- | --------- |
| 1981 | Een vlucht regenwulpen | Laborante |
| 2013 | Verliefd op Ibiza      | Irma      |
| 2014 | Toscaanse Bruiloft     | Marla     |
| 2018 | Dorst                  | Elisabeth |

### Stem
- Vrouwtje Theelepel, als Onder meer Wendy, Bob, Kukel (1985)
- De Stuntels, als Vertelster (NCRV) (1987-1989)
- Oliver & Co., als Georgette, de poedel (1988)
- Babe: een buitengewone big - (1995) als Esmé Holgert
- Babe: in de grote stad - (1998) als Esmé Holgert
- Jozef de Dromenkoning als Rachel (2000)
- Keizer Kuzco – Yzma (2000)
- Shrek 2 – Goede fee (2004)
- 2 kleine kleutertjes: Een dag om nooit te vergeten - Oma (2022)
- Rebellious – Nahina (2025)

## Discografie

### Albums
| Album met eventuele hitnotering(en) in de Nederlandse Album Top 100 | Datum van verschijnen | Datum van binnenkomst | Hoogste positie | Aantal weken | Opmerkingen                                        |
| ------------------------------------------------------------------- | --------------------- | --------------------- | --------------- | ------------ | -------------------------------------------------- |
| Met open ogen                                                       | 1995                  | 27-01-1996            | 46              | 12           |                                                    |
| Sunset Boulevard - Het Nederlandse cast album                       | 2010                  | 14-02-2009            | 18              | 4            | Soundtrack Sunset Boulevard                        |
| Simone - Songs from the heart                                       | 2010                  | 09-01-2010            | 28              | 5            |                                                    |
| Simone - Songbook                                                   | 2010                  | 01-01-2011            | 24              | 13           |                                                    |
| Simone!                                                             | 2016                  |                       |                 |              |                                                    |
| 2 kleine kleutertjes: Een dag om nooit te vergeten                  | 5 november 2021       | -                     |                 |              | samen met de stemmencast voor de gelijknamige film |

### Singles
| Single met eventuele hitnotering(en) in de Nederlandse Top 40 | Datum van verschijnen | Datum van binnenkomst | Hoogste positie | Aantal weken | Opmerkingen                                                                              |
| ------------------------------------------------------------- | --------------------- | --------------------- | --------------- | ------------ | ---------------------------------------------------------------------------------------- |
| Vanmorgen vloog ze nog                                        | 1988                  | 22-10-1988            | 16              | 7            | als Tsjechov / met Martine Bijl, Robert Paul & Robert Long / Nr. 15 in de Single Top 100 |
| Zonder jou                                                    | 1995                  | 23-12-1995            | 3               | 16           | met Paul de Leeuw / Nr. 3 in de Single Top 100                                           |
| Tweestrijd                                                    | 1996                  | 20-07-1996            | 35              | 3            | met Paul de Leeuw / Nr. 26 in de Single Top 100                                          |
| Doe een wens                                                  | 1996                  | 21-12-1996            | tip8            | -            | Nr. 79 in de Single Top 100                                                              |
| Uiteind'lijk vond ik jou                                      | 1997                  | 22-03-1997            | tip12           | -            | met Paul de Leeuw / Nr. 72 in de Single Top 100                                          |
| Wat is mijn hart                                              | 12-01-2013            | -                     |                 |              | Nr. 74 in de Single Top 100                                                              |
| De hemel is dicht bij                                         | 19-01-2013            | -                     |                 |              | Nr. 58 in de Single Top 100                                                              |

### NPO Radio 2 Top 2000
| Nummers met noteringen in de NPO Radio 2 Top 2000                              | '99 | '00 | '01 | '02  | '03  | '04 | '05 | '06 | '07 | '08 | '09  | '10 | '11  | '12  | '13  | '14  | '15 | '16 | '17 | '18 | '19 | '20 | '21 | '22 | '23 | '24 |
| ------------------------------------------------------------------------------ | --- | --- | --- | ---- | ---- | --- | --- | --- | --- | --- | ---- | --- | ---- | ---- | ---- | ---- | --- | --- | --- | --- | --- | --- | --- | --- | --- | --- |
| Vanmorgen vloog ze nog (met Tsjechov, Robert Long, Martine Bijl & Robert Paul) | 612 | -   | -   | 1109 | 1014 | 953 | 870 | 865 | 722 | 853 | 1225 | -   | 1397 | 1423 | 1674 | 1866 | -   | -   | -   | -   | -   | -   | -   | -   | -   | -   |
| Zonder jou (met Paul de Leeuw)                                                 | 433 | -   | 549 | 818  | 824  | 509 | 565 | 297 | 293 | 402 | 222  | 395 | 444  | 542  | 464  | 483  | 614 | 692 | 639 | 548 | 514 | 565 | 607 | 722 | 716 | 778 |

1. ↑  Een '-' betekent dat het nummer niet was genoteerd en een vetgedrukt getal geeft de hoogste notering van een nummer aan.

### Dvd's
| Dvd's met hitnoteringen in de Nederlandse Music Top 30 | Datum van verschijnen | Datum van binnenkomst | Hoogste positie | Aantal weken | Opmerkingen |
| ------------------------------------------------------ | --------------------- | --------------------- | --------------- | ------------ | ----------- |
| Sings Doris - in concert                               | 2004                  | 11-04-2004            | 6               | 8            |             |

## Trivia
- In 1985 speelde Kleinsma in een reclamespot van verzekeraar Enzico, waarin ze zich doormidden laat zagen door een illusionist.[26]
- In 1986 speelde Kleinsma in een reclamespotje van de toenmalige supermarkt Super met de slogan Dat is toch niet normaal, zo super als dat is! Ze reed op een bakbrommer, waarbij de bak was vervangen door een winkelwagen. [27]
- Voor het maandblad Het Beste van Readers Digest was ze ook te zien in een reclamespot.[28]
- Kleinsma was van 2019 tot 2024? ambassadeur van Plan International.[29]